# 2020 (ボン・ジョヴィのアルバム)
『2020』（2020）はアメリカのロックバンド、ボン・ジョヴィ15枚目のスタジオ・アルバム。2020年10月2日にユニバーサルミュージックから発売。

## 概要
前作『ディス・ハウス・イズ・ノット・フォー・セール』から約4年ぶりのスタジオ・アルバム。

## アルバムの発表
アルバムとそのタイトルの発表はバンドのフロントマンであるジョン・ボン・ジョヴィからファンとの交流イベントにてサプライズで発表された。アルバム名は2020年に大統領選が行われることから取られていることやリッチー・サンボラ、マーキュリー・レコードとの決別に影響を受けた前作とは異なった作品になるだろうと語った。
当初は2020年5月15日にリリースされる予定だったが、コロナパンデミック・黒人差別を受けて「Do What You Can」・「American Reckoning」の2曲が追加され、「Luv Can」・「Shine」の2曲が除かれた。
また、初回限定盤は7インチ仕様でジョンのサイン応募券が入っている。

## 新型コロナウイルスの影響
当初6月から開始される予定だったブライアン・アダムスとのジョイント・ツアーはメンバーのデヴィッド・ブライアンが新型コロナウイルスに感染したことをはじめ、その影響から中止が発表された。また、ジョンがハワード・スターンのラジオ番組に出演した際に発売延期を発表したことが報道された。

## 曲に影響を与えた出来事
「American Reckoning」はジョージ・フロイド氏が白人警察官によって殺された黒人差別問題をテーマとしている。最初この曲の名前は「I Can't Breathe」だったが、ジョンが妻ドロシアに見せたところ、「レコーディングするには物足りない」と言われ、さらに手直しを加えたものが現在の「American Reckoning」となった。
「Let It Rain」は世の中の不条理を、「Lower The Flag」は銃乱射事件を、「Blood In The Water」は偽情報を、「Do What You Can」はコロナのパンデミックについて歌っている。
2020年11月21日に放送された「伊藤政則のROCKCITY」でのインタビューにて、ジョン・ボン・ジョヴィは「「Limitless」はコロナパンデミック以前に出来ていた曲であるが自粛期間の単調な毎日から目を覚ませ、という意味を含んでいる」とも述べた。

## 収録曲

### 通常版
| #         | タイトル                                                | 作詞                                 | 作曲・編曲                           | 時間 |
| --------- | ------------------------------------------------------- | ------------------------------------ | ------------------------------------ | ---- |
| 1.        | 「リミットレス (Limitless)」                            |                                      |                                      | 3:42 |
| 2.        | 「ドゥー・ワット・ユー・キャン (Do What You Can)」      | Jon Bon Jovi                         | Jon Bon Jovi                         | 4:59 |
| 3.        | 「アメリカン・レコニング (American Reckoning)」         | Bon Jovi, John Shanks , Billy Falcon | Bon Jovi, John Shanks , Billy Falcon | 4:42 |
| 4.        | 「ビューティフル・ドラッグ (Beautiful Drug)」           |                                      |                                      | 3:48 |
| 5.        | 「ストーリー・オブ・ラヴ (Story of Love)」              |                                      |                                      | 5:49 |
| 6.        | 「レット・イット・レイン (Let It Rain)」                |                                      |                                      | 4:39 |
| 7.        | 「ローワー・ザ・フラッグ (Lower the Flag)」             |                                      |                                      | 4:55 |
| 8.        | 「ブラッド・イン・ザ・ウォーター (Blood In The Water)」 |                                      |                                      | 5:58 |
| 9.        | 「ブラザーズ・イン・アームズ (Brothers In Arms)」       |                                      |                                      | 4:13 |
| 10.       | 「アンブロークン (Unbroken)」                           |                                      |                                      | 6:07 |
| 合計時間: | 合計時間:                                               | 48:13                                |                                      |      |

### デラックス版(Deluxe)
11曲目は「フー・セズ・ユー・キャント・ゴー・ホーム」でデュエットしたジェニファー・ネトルズとのデュエット。
| #         | タイトル                                           | 作詞  | 作曲・編曲 | 時間 |
| --------- | -------------------------------------------------- | ----- | ---------- | ---- |
| 11.       | 「ドゥー・ワット・ユー・キャン (Do What You Can)」 |       |            | 4:13 |
| 12.       | 「シャイン (Shine)」                               |       |            | 5:26 |
| 13.       | 「ラブ・キャン (Luv Can)」                         |       |            | 5:57 |
| 合計時間: | 合計時間:                                          | 60:03 |            |      |